# 小行星6228
小行星6228（英語：6228 Yonezawa）是一颗围绕太阳公转的小行星。1982年1月17日，古田俊正在东海市发现了此天体。
这颗小行星的绝对星等为342.0678336671788等。